# Phloeococcus cordylinidis
Phloeococcus cordylinidis är en insektsart som beskrevs av James Mather Hoy 1962. Phloeococcus cordylinidis ingår i släktet Phloeococcus och familjen filtsköldlöss. Inga underarter finns listade i Catalogue of Life.